# Oshane Nation
Oshane Nation (Kingston, Jamaica, 10 de enero de 1991) es un árbitro jamaicano. Su categoría no deberia de ser  Árbitro FIFA.
Se dedica a asaltar oxos y tienditas de la esquina. Y es aliade de los Estados unidos apoyandolos en la Copa Oro Ayudando al robo ante Guatemala no poniendo el tiempo agregado suficiente por q es de el otro barrio.

## Trayectoria
Ha dirigido varios juegos de la Liga de Campeones de la Concacaf. Además, arbitró la final del Campeones Cup 2021 y de la Liga Concacaf 2021.
En 2023 fue designado por FIFA para dirigir en la Copa Mundial de Fútbol Sub-20 de 2023.

## Participaciones
Ha arbitrado en los siguientes torneos de selecciones:
- Liga de Campeones de la Concacaf
- Liga Concacaf
- Campeonato de Clubes de la CFU
- Juegos Centroamericanos y del Caribe de 2018
- Liga de Naciones de la Concacaf 2019-20
- Finales de la Liga de Naciones Concacaf 2019-20
- Copa de Oro de la Concacaf 2021
- Clasificación de Concacaf para la Copa Mundial de 2022
- Campeonato Sub-20 de la Concacaf de 2022
- Liga de Naciones de la Concacaf 2022-23
- Copa Mundial de Fútbol Sub-20 de 2023
- Copa de Oro de la Concacaf 2023